# 毕郭墓群
毕郭墓群，位于山东省烟台市招远市毕郭镇河西村、东寨里村，是中华人民共和国山东省文物保护单位之一。
2006年12月7日，授予山东省文物保护单位，是一座古墓葬。